# César Alix
Pour les articles homonymes, voir Alix.
 (juillet 2008).
 (juillet 2023).
César Lucien Gaston Alix (Paris, 19 novembre 1854 - Choisy-le-Roi, 22 juin 1920) est un général de division français et chef de corps de la Légion étrangère.

## Biographie
Il est le fils de  François, Gabriel, Charles Alix et de Céline, Louise, Jenny Le Bas. 
Engagé au 59e régiment d'infanterie de ligne en 1872, il entre à Saint-Cyr le 25 oct. 1873. À sa sortie de l’école, il est nommé  sous-lieutenant au 6e bataillon de chasseurs à pied le 1er octobre 1875.
Il prépare l’École de guerre du 1er novembre 1880 au 9 décembre 1882 et sort  diplômé d’état-major.
Promu  capitaine, il est affecté au 51e régiment d'infanterie de ligne le 31 mai 1886. Désigné comme officier d’ordonnance du général commandant la 6e brigade d’infanterie (12e division d'infanterie), il passe en position hors classe, le 7 juillet 1890.

### LaLégion étrangère
Muté à la Légion, il rejoint le 1er RE à Sidi Bel Abbès le 14 janvier 1892. Désigné pour effectuer un séjour « aux colonies », il débarque au Tonkin le 14 mars 1893 et passe au bataillon du 2e RE, le 4 mai 1893. Promu au grade de chef de bataillon, il passe au 3e bataillon du 1er RE, le 24 décembre 1894.
Il est rapatrié le 8 mai 1895.  Volontaire pour un deuxième séjour, il débarque au Tonkin le 1er mai 1897 en qualité de commandant du cercle de Cao Bang. En octobre 1899, administré par le 1er régiment étranger, il passe en position hors cadres comme sous-chef d’état-major des troupes d’Indochine.  Il y est promu au grade de lieutenant-colonel le 3 novembre 1900. Le 8, il embarque pour l’Algérie. Désigné pour un troisième séjour au Tonkin au sein du régiment de marche de la Légion, il y débarque le 1er juin 1902.
De retour en Métropole le 16 juin 1905, il passe au 1er RI, le 25 juillet. Il est promu au grade de colonel le 26 février 1905, passe au 32e RI puis au 102e RI en décembre. Désigné pour commander le territoire d’Aïn Sefra  en Algérie, il reçoit le drapeau du 2e REI le 9 mars 1908. Avec les colonnes du Haut Guir, il participe aux combats de Djerf le 7 septembre 1908 et reçoit la croix d’officier de la Légion d’honneur après sa réussite comme commandant la colonne chargée de dégager Bou Denib, attaqué par une harka de 20 000 rebelles venant du Tafilalet.

### Le Général
Admis en 1re section des officiers généraux le 25 décembre 1908, il reste au commandement du territoire d’Aïn Sefra. Le 1er décembre 1908, une reconnaissance française tombe dans un guet-apens tendu par les Aït Bouchaouen, au nord d’Anoual. Les détachements d’Aïn Sefra, d’Ounif, de Colomb, du Haut Guir, de Berguent, sont concentrés à Metarka pour une démonstration périodique chez les Beni Guil. Le général Alix les porte sur Anoual où ils arrivent le 22 mai. Les Aït Bouchaouen évacuent et se replient en gagnant la région montagneuse. Les colonnes françaises les poursuivent et le 25, elles trouvent leur ksar sur l’oued Kedah. Le combat s’engage et les rebelles sont réduits.
En Algérie de 1910 à 1911, il combat à Keddou le 26 mai 1910, dirige les opérations en territoire des Beni Guil puis les opérations contre les Ait ben Chaouen en mai et juin 1910, puis à Bou Denib de février à juin 1911.
Il est nommé commandant des troupes françaises au Maroc, le 28 septembre 1911 durant l'affaire d'Agadir. Promu au grade de général de division le 23 mars 1912,il dirige encore les combats de Teniet el Baal, le 26 mai 1912, de Sougal 20 avril 1913, l’occupation de M’Çoun en mai et le combat d’Aïn el Arba le 28 mai 1913.
Il  reçoit le commandement du 13e corps d’armée, le 30 octobre 1913, poste qu’il occupe à la mobilisation.

### La Grande Guerre
Il est en Lorraine du 14 août au 11 septembre 1914 et sur la rive droite de l’Oise. Il est impliqué dans l'affaire Julien Chapelant, l'exécution le 11 octobre 1914 d'un sous-lieutenant condamné par un conseil de guerre pour s'être rendu aux Allemands, alors que l'intéressé est gravement blessé. En tant que commandant du 13e Corps d'armée, c'est César Alix qui, le 9 octobre 1914, écrit à ses subordonnés que les blessures de Chapelant ne sont pas incompatibles avec son passage devant un peloton d'exécution. 
Il passe ensuite au commandement de la région militaire du Nord, le 11 avril 1915, où il est relevé de son commandement pour manque d’activité et de compétences suffisantes.
Il passe à la division de Tunisie, le 20 mars 1916.
Il est admis en 2e section des officiers généraux et maintenu dans son commandement, le 12 avril 1917 et est rayé des cadres de l’active le 29 mars 1919.

## Décorations
|  |  |  |
|  |  |  |
|  |  |  |

### Françaises
Trois fois cité :
- Chevalier de la Légion d’honneur le 11 juillet 1896
- Commandeur de la Légion d’honneur le 10 décembre 1912.
- Grand officier de la Légion d'honneur 25 décembre 1916.
- Médaille coloniale avec agrafes « Tonkin », « Maroc », « Tunisie »,
- Médaille commémorative de l'expédition de Chine (1901)
- Médaille commémorative du Maroc avec agrafes « Haut Guir » et Maroc.

### Étrangères
- Officier de l’Ordre royal du Cambodge
- Officier de l’ordre impérial du Dragon d’Annam,
- Commandeur avec plaque de l’Ordre de l'Étoile de Kara-Georges avec épées de Serbie,
- Grand cordon de l’ordre du Nichan Hafidien,
- Grand cordon du Ouissam alaouite,
- Grand cordon du Nichan Iftikhar,
- Médaille du Mérite militaire chérifien.